# Clinocera zwicki
Clinocera zwicki är en tvåvingeart som beskrevs av Vaillant och Gilles Vincon 1987. Clinocera zwicki ingår i släktet Clinocera och familjen dansflugor.
Artens utbredningsområde är Frankrike. Inga underarter finns listade i Catalogue of Life.